# Ommatidiotus inconspicuus
Ommatidiotus inconspicuus är en insektsart som beskrevs av Stsl 1863. Ommatidiotus inconspicuus ingår i släktet Ommatidiotus och familjen Caliscelidae. Inga underarter finns listade i Catalogue of Life.